# Anuario Musical
Anuario Musical és una publicació periòdica de musicologia fundada per Higini Anglès i Pàmies en 1946 i editada a Barcelona.

## Història
Anuario Musical es va fundar a Barcelona en 1946 pel capellà i musicòleg català Higini Anglès, director en aquell moment de l'Institut Espanyol de Musicologia del CSIC. Es tractava de la primera revista sobre musicologia editada a Espanya, que omplia un buit important pel que fa al patrimoni musical del moment. Des del seu origen es va convertir en un instrument de divulgació científica dins de l'àmbit de la investigació musicològica, que tenia com a missió relacionar el treball portat a terme per l'antic Institut Espanyol de Musicologia amb la d'altres centres d'investigació relacionats de l'entorn nacional i internacional. Amb el temps, en 1984, el IEM va perdre la categoria d'Institut, passant a ser Unitat Estructural d'Investigació de la Institució Milà i Fontanals del CSIC, i posteriorment, cap a 1994, una altra reestructuració el va convertir en l'actual Departament de Musicologia d'aquesta mateixa Institució.

## Característiques
La revista, que té una periodicitat anual i una extensió mitjana d'unes 300 pàgines, està editada en l'actualitat per la Institució Milà i Fontanals, del CSIC, i publica articles originals i inèdits i l'idioma vehicular de la revista és el castellà, tot i que s'accepten igualment treballs redactats en alemany, català, basc, francès, gallec, anglès, italià i portuguès. La revista està oberta a musicòlegs i especialistes en les diferents disciplines relacionades amb la música. Els articles s'agrupen en seccions: en primer lloc, els articles de Musicologia històrica; en segon lloc, els articles sobre Etnomusicologia; i en tercer lloc, els estudis sobre fonts musicals (sovint relacionats amb el projecte RISM). Ocasionalment, pot incorporar-se al final, una secció dedicada a ressenyes bibliogràfiques de la disciplina, cròniques de determinats esdeveniments o notícies de la redacció. Anuario Musical apareix indexada en SCOPUS / Elsevier i altres prestigioses bases de dades de rellevància nacional i internacional.

## Contingut
El contingut de la revista està format per articles d'investigació musicològica, tant en els vessants de la Musicologia històrica i l'estudi de les fonts musicals, com en l'àrea de l'Etnomusicologia, la pràctica musical, l'organologia, etc., és a dir, tots els camps de la Musicologia.

## Direcció
La direcció de la revista va anar lligada a la direcció de l'Institut Espanyol de Musicologia, que creà Higini Anglès en 1943. Els diferents directors de la revista han estat, així, des de la seva creació, Higini Anglès (1946-1968), Miquel Querol i Gavaldà (1969-1980), Josep Maria Llorens i Cisteró (1981-1987), José Vicente González Valle (1988-2005), Luís Antonio González Marín (2006-2014), Antonio Ezquerro Esteban (2014-2018). Des de 2019 la direcció es troba en mans d'Emili Ros-Fàbregas.